# Président de la république du Niger
Le président de la république du Niger est le chef de l'État du Niger. Ses compétences politiques et institutionnelles sont régies par la Constitution.
Le président en exercice était Mohamed Bazoum depuis sa victoire à l'élection présidentielle nigérienne de 2020-2021. Il est renversé par un coup d'État militaire le 26 juillet 2023. Ce dernier n'est cependant pas reconnu par les organisations internationales, considérant toujours Mohamed Bazoum comme le président légitime de la République du Niger,.

## Système électoral
Le président est élu au scrutin uninominal majoritaire à deux tours pour un mandat de cinq ans renouvelable une seule fois. Est élu le candidat ayant recueilli la majorité absolue des suffrages exprimés au premier tour. À défaut, un second tour est organisé entre les deux candidats arrivés en tête au premier dans les trois semaines suivant la proclamation des résultats du premier, et celui recueillant le plus de voix est déclaré élu,.